# Zwarte Meer (meer)
Het Zwarte Meer is een Nederlands meer op de grens van de provincies Flevoland en Overijssel.   Het is ontstaan bij de inpoldering van de Noordoostpolder. Het Zwarte Meer is ook de naam van het aldaar gelegen natuurgebied langs de oevers van het meer.

## Ontstaan
Het Zwarte Meer ontstond in de jaren 1940 door de aanleg van de westelijk ervan gelegen  Noordoostpolder. Het meer is 1700 hectare groot en behoort tot de Randmeren Noord van het IJsselmeer (de andere twee zijn het Ketelmeer en het Vossemeer). Het Zwarte Meer wordt omgeven door een viertal gemeenten, met de klok mee: Noordoostpolder (provincie Flevoland), Steenwijkerland, Zwartewaterland en Kampen (deze drie liggen in de provincie Overijssel). In westelijke richting gaat het Zwarte Meer via de Ramsgeul en het Ramsdiep ter hoogte van de balgstuw bij Ramspol over in het Ketelmeer, in noordoostelijke richting in het Kadoelermeer en in zuidoostelijke richting via het Zwolse Diep in het Zwarte Water. Het Zwarte Meer is als vrij ondiep te typeren. Buiten de vaargeulen die door de scheepvaart worden gebruikt, is het meer niet dieper dan één tot twee meter. Het bestaat grotendeels uit open water. Langs de oever en rond het Vogeleiland zijn op sommige plekken brede rietkragen te vinden.

## Vaargeulen
Aan de noorwestkant dicht bij de Noordoostpolder is de vaargeul Ramsdiep geschikt voor schepen CEMT-klasse Va en pleziervaart, met daarnaast nog de voor de pleziervaart bruikbare Ramsgeul. Aan de oostkant loopt het Zwanendiep, overgaand in het Vollenhover Kanaal richting Vollenhove en het Zwolsche Diep, overgaand in het Zwarte Water, richting Zwolle.

## Natuurmonumenten
Een deel van het Zwarte Meer (283 ha) is in beheer van de Vereniging Natuurmonumenten, het betreft hier voornamelijk oeverlanden. Teneinde de weinig voorkomende kievitsbloem te behouden laat Natuurmonumenten deze oeverlanden maaien en begrazen. In de rietlanden kan men de volgende broedende vogels aantreffen: roerdomp, bruine kiekendief, grote karekiet en purperreiger. Een deel van het riet wordt jaarlijks in opdracht van Natuurmonumenten gemaaid. Hierdoor behoudt het riet zijn sterkte zodat het door vogels kan worden benut om er hun nesten te bouwen.

## Natura 2000
Een gebied met een oppervlakte van 2162 ha is een Natura 2000-gebied. Het gebied omvat het meer, de oevers met rietkragen, de zuidkant met een groot rietmoeras, het oostelijk deel met een kunstmatig eiland (het Vogeleiland) en restanten van biezenvelden.

Het Zwarte Meer op de topografische gemeentekaart van de gemeente Noordoostpolder, september 2023

Aamsveen (gebiedsnummer 55)
· Abdij Lilbosch & voormalig Klooster Mariahoop (151)
· Abtskolk & De Putten (162)
· Achter de Voort, Agelerbroek & Voltherbroek (47)
· Arkemheen (56) 
· Bakkeveense Duinen (17)
· Bargerveen (33)
· Bekendelle (63)
· Bemelerberg & Schiepersberg (156)
· Bergvennen & Brecklenkampse Veld (46)
· Biesbosch (112)
· Binnenveld (voorheen Bennekomse Meent) (65)
· Boddenbroek (52)
· Het Bossche Broek (132)
· Boetelerveld (41)
· Boezems Kinderdijk (106)
· Borkeld (44)
· Boschhuizerbergen (144)
· Botshol (83)
· Brabantse Wal (128)
· Broekvelden, Vettenbroek & Polder Stein (104)
· Bruine Bank (168)
· Brunssummerheide (155)
· Bunder- en Elslooërbos (153)
· Buurserzand & Haaksbergerveen (53)
· Canisvlietse Kreek (125)
· Coepelduynen (96)
· De Bruuk (69)
· Deelen (14)
· De Alde Feanen (13)
· De Wilck (102)
· Deurnsche Peel & Mariapeel (139) 
· Dinkelland (49)
· Doggersbank (164)
· Donkse Laagten (107)
· Drents-Friese Wold & Leggelderveld (27)
· Drentsche Aa-gebied (25)
· Drouwenerzand (26)
· Duinen Ameland (5) 
· Duinen Den Helder-Callantsoog (84)
· Duinen en Lage Land Texel (2) 
· Duinen Goeree & Kwade Hoek (101) 
· Duinen Schiermonnikoog (6) 
· Duinen Terschelling (4) 
· Duinen Vlieland (3) 
· Dwingelderveld (30)
· Eemmeer & Gooimeer Zuidoever (77)
· Eilandspolder (89)
· Elperstroomgebied (28)
· Engbertsdijksvenen (40) 
· Fochteloërveen (23)
· Friese Front (166)
· Gelderse Poort (67)
· Geleenbeekdal (154)
· Geuldal (157)
· Grensmaas (152)
· Grevelingen (115)
· Groot Zandbrink (80)
· Groote Gat (124)
· Groote Peel (140) 
· Groote Wielen (9)
· Haringvliet (109)
· Holtingerveld (29)
· Hollands Diep (111)
· IJsselmeer (72)
· Ilperveld, Varkensland, Oostzanerveld & Twiske (92)
· Kampina & Oisterwijkse Vennen (133)
· Kempenland-West (135)
· Kennemerland-Zuid (88)
· Ketelmeer & Vossemeer (75)
· Klaverbank (165)
· Kolland en Overlangbroek (81)
· Kop van Schouwen (116)
· Korenburgerveen (61)
· Krammer-Volkerak (114)
· Kunderberg (158)
· Landgoederen Brummen (58)
· Landgoederen Oldenzaal (50)
· Langstraat (130)
· Lauwersmeer (8)
· Leekstermeergebied (19)
· Leenderbos, Groote Heide & De Plateaux (136)
· Lemselermaten (48)
· Lepelaarplassen (79)
· Leudal (147)
· Liefstinghsbroek (21)
· Lingegebied en Diefdijk Zuid (70)
· Loevestein, Pompveld & Kornsche Boezem (71)
· Lonnekermeer (51)
· Leemkuilen (131)
· Loonse en Drunense Duinen (131)
· Maasduinen (145)
· Maas bij Eijsden (167)
· Manteling van Walcheren (117)
· Mantingerbos (31)
· Mantingerzand (32)
· Markermeer & IJmeer (73)
· Markiezaat (127)
· Meijendel & Berkheide (97)
· Moerputten (132)
· Meinweg (149)
· Naardermeer (94)
· Nieuwkoopse Plassen & De Haeck (103)
· Noorbeemden & Hoogbos (161)
· Noordhollands Duinreservaat (87)
· Noordzeekustzone (7) 
· Norgerholt (22)
· Oeffelter Meent (141)
· Olde Maten & Veerslootslanden (37)
· Oostelijke Vechtplassen (95)
· Oosterschelde (118)
· Oostvaardersplassen (78)
· Oude Maas (108)
· Oudegaasterbrekken, Fluessen en omgeving (10)
· Oudeland van Strijen (110)
· Polder Westzaan (91)
· Polder Zeevang (93)
· Regte Heide & Riels Laag (134)
· Roerdal (150)
· Rottige Meenthe & Brandemeer (18)
· Sallandse Heuvelrug (42)
· Sarsven en De Banen (146)
· Savelsbos (160)
· Schoorlse Duinen (86)
· Sint-Jansberg (142)
· Sint Pietersberg & Jekerdal (159)
· Sneekermeergebied (12)
· Solleveld & Kapittelduinen (99)
· Springendal & Dal van de Mosbeek (45)
· Stelkampsveld (60)
· Strabrechtse Heide & Beuven (137)
· Swalmdal (148)
· Teeselinkven (59)
· Uiterwaarden IJssel (38)
· Uiterwaarden Lek (82)
· Uiterwaarden Neder-Rijn (66)
· Uiterwaarden Waal (68)
· Uiterwaarden Zwarte Water en Vecht (36)
· Ulvenhoutse Bos (129)
· Van Oordt's Mersken (15)
· Vecht- en Beneden-Reggegebied (39)
· Veerse Meer (119)
· Veluwe (57)
· Veluwerandmeren (76)
· Vlakte van de Raan 163)
· Vlijmens Ven (132)
· Vogelkreek (126)
· Voordelta (113) 
· Voornes Duin (100) 
· Waddenzee (1) 
· Weerribben (34)
· Weerter- en Budelerbergen & Ringselven (138)
· Westduinpark & Wapendal (98)
· Westerschelde & Saeftinghe (122)
· Wieden (35)
· Wierdense Veld (43)
· Wijnjeterper Schar (16)
· Willinks Weust (62)
· Witte en Zwarte Brekken (11)
· Witte Veen (54)
· Witterveld (24) 
· Wooldse Veen (64)
· Wormer- en Jisperveld & Kalverpolder (90)
· Yerseke en Kapelse Moer (121)
· Zeldersche Driessen (143)
· Zoommeer (120)
· Zouweboezem (105)
· Zuidlaardermeergebied (20)
· Zwanenwater & Pettemerduinen (85)
· Zwarte Meer (74)
· Zwin & Kievittepolder (123)